# 마키노 마리아
마키노 마리아(일본어: 牧野真莉愛, 2001년 2월 2일 ~ )는 일본의 여성 아이돌 그룹 모닝구무스메의 멤버. 연예사무소 업프런트 프로모션 소속. 아이치현 출신.

## 개요
키라링☆레볼루션을 즐겨 시청했으며, 그 파이널 콘서트를 보러 간 경험을 갖고 있다. 당시는 헬로! 프로젝트와 키라링☆레볼루션과 연관지어 있지 않았지만, 나중에 "이것은 헬로! 프로젝트라는 것인가?"로 보였다.
2011년에 열린 모닝구무스메。10기 멤버「건강표」오디션에서는 3차 심사까지 진출했다. 그 뒤, 2012년 개최의 모닝구무스메。11기 멤버「맨얼굴 노래공주」오디션에서는 9월 8일에 치러진 최종 심사에 올랐으나 낙선했다. 10기 멤버 오디션에서 약 1년간 자기류에서 훈련을 쌓아 왔지만, 오다 사쿠라와는 차원이 달랐다는. 또 11기 멤버 오디션의 최종 심사 진출자인 당시 하로프로 연수생였던 하마우라 아야노의 댄스의 수준이 높았던 것부터 마키노 자신의 댄스 노래의 기술 향상을 위해 하로프로연수생에 가입하기로 결심했다.
2012년 11월 1일, 하로프로 연수생에 가입해 이 20일에는 가입한 사실이 공표되었다. 12월 9일에 열린「하로프로연수생 발표회 2012 ~12월의 생계란 Show!~」에서는 새로 영입 인사와, 11기 멤버 오디션의 과제곡이었던「What's Up? 愛はどうなのよ〜」댄스 퍼포먼스를 벌였다. 하로프로연수생에 가입한 직후의 입장은 가장 뒤였지만,「하로프로 연수생 발표회 2013 ~9월의 생계란 Show!~」에서는「天まで登れ!」의 퍼포먼스로 "1열째의 중간에서 좀 벗어난 곳"까지 진출했다. 또 2014년 봄에는 ℃-ute의 콘서트 투어에 대동해 하로프로연습생 시절 중 가장 성장할 수 있었다는 감상을 남겼다.
이렇게 하로프로 연수생으로 약 2년간 연구를 쌓은 뒤에 2014년 9월 30일에 일본 무도관에서 열린「모닝구무스메'14 콘서트 투어 가을 GIVE ME MORE LOVE ~미치시게 사유미 졸업기념 스페셜~」에서 모닝구무스메。'14에 12기 멤버에 가입했다고 발표되었다. 이 콘서트의 인사가 " 좋아하는 프로 야구 팀은 홋카이도 니혼햄 파이터스입니다"라고 말했다.
2015년 1월 8일부터는 일간 스포츠 홋카이도판에서 연재「모닝구무스메。'15 마키노 마리아 F하트」가 시작되었다.그 해 2월 2일 스포츠 닛폰의 기사에서는 홋카이도 니혼햄 파이터스의 열렬한 팬으로 소개됐다.
2025년 7월 1일, 이쿠타 에리나 졸업에 의해 신체제의 모닝구무스메 11대 서브리더로 취임.

## 인물
하로프로 연습생 시절부터 프로야구 홋카이도 니혼햄 파이터스의 팬임을 밝혔고, 홋카이도 니혼햄 파이터스의 응원가를 스테이지 위에서 선보인 경험을 가진다. 3살 때까지 주니치 드래건스의 팬이 있었지만, 신조 츠요시를 본 것이 계기가 되어 홋카이도 니혼햄 파이터스의 팬이 됐다.
목표로 하는 아이돌은 모닝구무스메 선배인 미치시게 사유미. 그라비아 아이돌의 츠카모토 마이부터는 "있는 것만으로 범죄 향기가 차원의 미소녀에게 그 사유미에게서 메로메로"로 평가된다.

## 출연

### 라디오
- 모닝구무스메'17 12기 일기! (2015년 1월 4일 ~ 2017년 3월 26일, FM 후지)
- 모닝구무스메'17 마키노 마리아의 마리앙♥LOVE링입니다♥ (2016년 5월 31일 ~ , CBC 라디오)
- 모닝구무스메'17 모닝 다이어리 (2017년 4월 6일 ~ , FM 후지)
- 아인슈타인 회춘 나이트 (2023년 4월 3일 ~ , ABC 라디오)

### 콘서트
- 하로프로 연수생 발표회 2012 ~12월의 생계란 Show!~ (2012년 12월 9일, Shibuya O-EAST)
- 하로프로 연수생 발표회 2013 ~3월의 생계란 Show!~ (2013년 3월 31일, 요코하마 BLITZ)
- 하로프로 연수생 발표회 2013 ~봄의 공개 실력 진단 테스트~ (2013년 5월 5일, 나카노 선플라자)
- 하로프로 연수생 발표회 2013 ~6월의 생계란 Show!~ (2013년 6월 8일 · 15일, 메르파르크 도쿄 · 토우베츠원 홀)
- 하로프로 연수생 발표회 2013 ~9월의 생계란 Show!~ (2013년 9월 15일 · 21일, 요코하마 BLITZ · 히가시 베츠잉 홀)
- 하로프로 연수생 발표회 2013 ~12월의 생계란 Show!~ (2013년 12월 7일 · 8일 · 21일, 히가시 베츠잉 홀 · 난바 Hatch · 디파 아리아케)
- 하로프로 연수생 발표회 2014 ~2 · 3월의 생계란 Show!~ (2014년 2월 23일 · 3월 2일 · 9일, Zepp Tokyo · Zepp Nagoya · 난바 Hatch)
- ℃-ute 콘서트 투어 2014 봄 ~℃-ute의 속내~ (2014년 4월 5일 ~ 6월 29일, 7개 도시 25회 공연) - 챌린저 액트로서
- 하로프로 연수생 발표회 2014 ~봄의 공개 실력 진단 테스트~ (2014년 5월 4일, 나카노 선플라자)
- 하로프로 연수생 발표회 2014 ~6월의 생계란 Show!~ (2014년 6월 14일, Zepp Namba)
- 하로프로 연수생 발표회 2014 ~9월의 생계란 Show!~ (2014년 9월 7일 · 15일 · 23일, Zepp Nagoya · 디파 아리아케 · Zepp Namba)
- 하로프로 연수생 발표회 2014 ~11 · 12월의 생계란 Show!~ (2014년 11월 29일 · 12월 6일 · 29일, Zepp Nagoya · Zepp Tokyo · 모리노미야 필로티 홀)

### Blu-ray
- Greeting ~마키노 마리아~ (2015년 3월 24일) - e-LineUP! 한정 판매
- Blanc (2018년 3월 7일)

## 서적

### 사진집
- 미니 사진집「Greeting-Photobook-」(2015년 11월 14일, 오딧세이 출판)
- 1st 솔로 사진집「Maria」(2016년 8월 6일, 오딧세이 출판)
- 2nd 솔로 사진집「せんこう花火」(2017년 8월 30일, 와니북스) ISBN 978-4-8470-4933-0
- 3rd 솔로 사진집「マリア17歳」(2018년 2월 2일, 와니북스) ISBN 978-4-8470-4991-0
- 4th 솔로 사진집「Summer Days」(2018년 8월 25일, 와니북스) ISBN 978-4-8470-8137-8
- 5th 솔로 사진집「María 18 años」(2019년 2월 2일, 와니북스) ISBN 978-4-8470-8191-0
- 6th 솔로 사진집「Maria19」(2020년 2월 2일, 와니북스) ISBN 978-4-8470-8271-9
- 7th 솔로 사진집「真莉愛 二十歳」(2021년 2월 2일, 와니북스) ISBN 978-4-8470-8353-2
- 8th 솔로 사진집「M.21」(2022년 2월 2일, 와니북스) ISBN 978-4-8470-8403-4
- 사진집 전집「モーニング娘。 牧野真莉愛 全集 2018 - 2022」(2022년 8월 31일, 와니북스) ISBN 978-4-8470-8436-2
- 9th 솔로 사진집「Dear MARIA」(2023년 6월 10일, 와니북스) ISBN 978-4-8470-8495-9
- 10th 솔로 사진집「Maria 24 tuổi」(2025년 2월 2일, 와니북스) ISBN 978-4-8470-8588-8

### 신문 연재
- 일간 스포츠 홋카이도판「모닝구무스메。'15 마키노 마리아 F하트」(2015년 1월 8일 ~ , 홋카이도 일간 스포츠 신문사)

## 소속 유닛
- 모닝구무스메 (2014년 ~ )